# 23728 Jasonmorrow
23728 Jasonmorrow là một tiểu hành tinh vành đai chính với chu kỳ quỹ đạo là 1385.8074989 ngày (3.79 năm).
Nó được phát hiện ngày 21 tháng 4 năm 1998.